# Josh Beaver
Joshua (Josh) Beaver (Dandenong, 1 maart 1993) is een Australische zwemmer.

## Carrière
Bij zijn internationale debuut, op de Gemenebestspelen 2014 in Glasgow, veroverde Beaver de zilveren medaille op de 200 meter rugslag en de bronzen medaille op de 100 meter rugslag. Op de 50 meter rugslag eindigde hij op de vijfde plaats. Samen met Kenneth To, Tommaso D'Orsogna en Cameron McEvoy zwom hij in de series van de 4x100 meter wisselslag, in de finale sleepten Mitch Larkin, Christian Sprenger, Jayden Hadler en James Magnussen de zilveren medaille in de wacht. Voor zijn aandeel in de series werd Beaver beloond met eveneens de zilveren medaille. Op de Pan-Pacifische kampioenschappen zwemmen 2014 in Gold Coast eindigde de Australiër als vijfde op de 200 meter rugslag en als tiende op de 100 meter rugslag, op de 50 meter vrije slag strandde hij in de series.
In Kazan nam Beaver deel aan de wereldkampioenschappen zwemmen 2015. Op dit toernooi werd hij uitgeschakeld in de halve finales van de 200 meter rugslag.

## Internationale toernooien
| Jaar | Olympische Spelen | WK langebaan     | WK kortebaan  | PanPacs                                             | Gemenebestspelen                                                                               |
| ---- | ----------------- | ---------------- | ------------- | --------------------------------------------------- | ---------------------------------------------------------------------------------------------- |
| 2014 |                   |                  | geen deelname | 26e 50m vrije slag 10e 100m rugslag 5e 200m rugslag | 5e 50m rugslag · 100m rugslag · 200m rugslag · 4x100m wisselslag · Beaver zwom enkel de series |
| 2015 |                   | 14e 200m rugslag |               |                                                     |                                                                                                |

## Persoonlijke records
Bijgewerkt tot en met 28 november 2015
Kortebaan
| Afstand      | Tijd    | Datum            | Plaats |
| ------------ | ------- | ---------------- | ------ |
| 50m rugslag  | 24,45   | 26 november 2015 | Sydney |
| 100m rugslag | 51,87   | 28 november 2015 | Sydney |
| 200m rugslag | 1.52,49 | 24 augustus 2013 | Sydney |

Langebaan
| Afstand      | Tijd    | Datum        | Plaats  |
| ------------ | ------- | ------------ | ------- |
| 50m rugslag  | 25,19   | 27 juli 2014 | Glasgow |
| 100m rugslag | 53,68   | 24 juli 2014 | Glasgow |
| 200m rugslag | 1.56,19 | 28 juli 2014 | Glasgow |